# Wassel

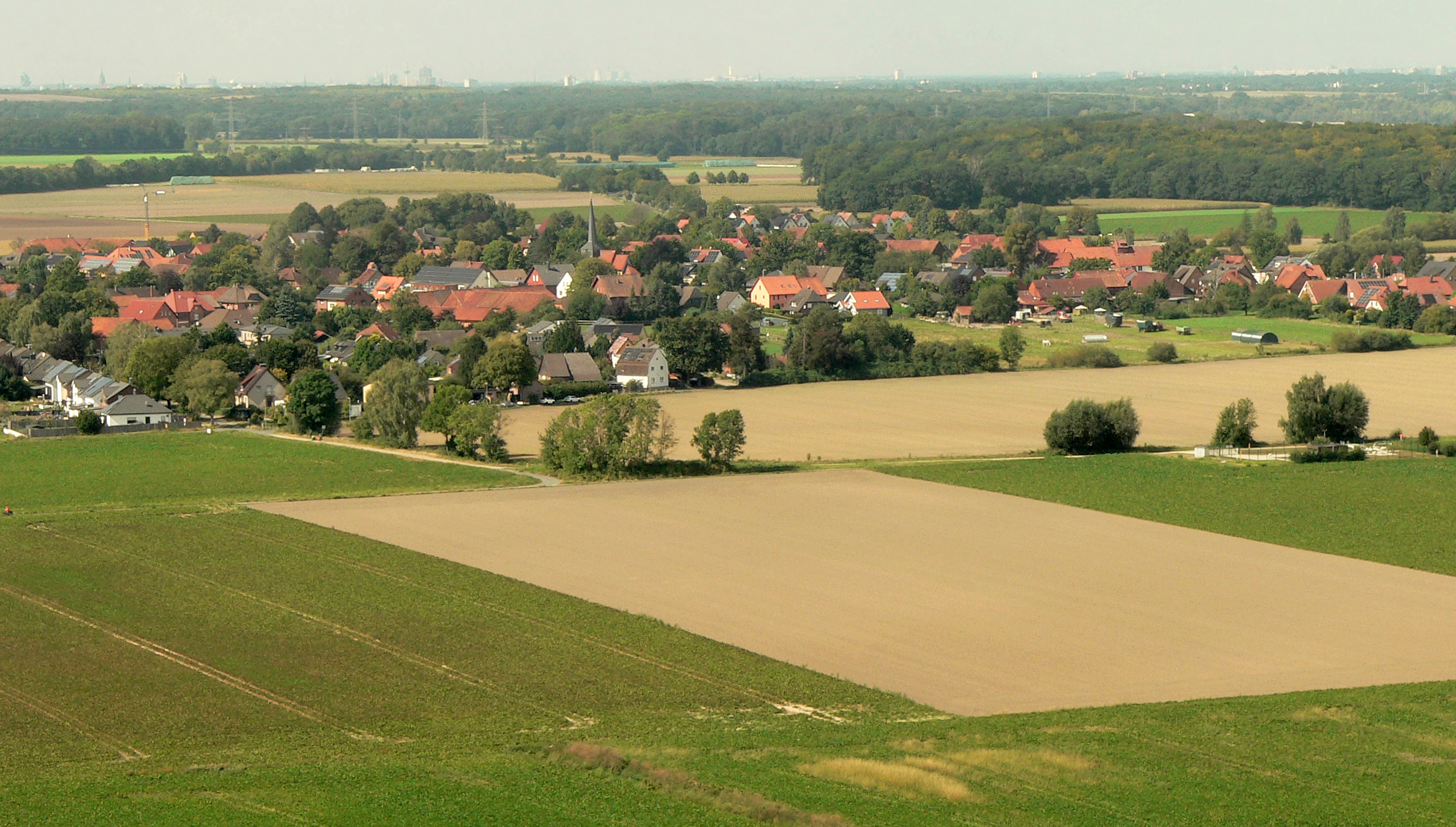
Wassel von der Abraumhalde des Kaliwerk Friedrichshall gesehen

Wassel ist ein Ortsteil der Stadt Sehnde, südöstlich von Hannover. Das älteste erhaltene Dokument, das Wassel erwähnt, stammt aus dem Jahr 1183.
Ortsbürgermeisterin ist Almuth Gellermann (CDU).

## Geschichte
In den Jahren 1187 und 1198 wurde ein Adelsgeschlecht urkundlich erwähnt, das Stellvertreter des Hildesheimer Bischofs war und den Grafentitel trug. Es benannte sich nach dem Ort Wassel und erlosch noch im 12. Jahrhundert mit Konrad II. von Wassel.
Im 17. und 18. Jahrhundert ist das Wirken der Pastoren Julius Flebbe und seines Sohnes Justus Daniel Flebbe in der Dorfkirche bezeugt.
Am 1. März 1974 wurde Wassel in die Gemeinde, heute Stadt Sehnde eingegliedert.

## Religion
Die evangelisch-lutherische Kirchengemeinde in Wirringen-Müllingen-Wassel wurde am 1. Januar 2012 mit den Kirchengemeinden in Algermissen, Groß Lobke, Hotteln, Lühnde und Oesselse zur Evangelisch-lutherischen Zwölf-Apostel-Kirchengemeinde Sarstedt-Land im Kirchenkreis Hildesheim-Sarstedt zusammengeschlossen.

## Kultur und Sehenswürdigkeiten
- Die Kirche Wassel ist das älteste erhaltene Gebäude im Gebiet der Stadt Sehnde. Nach einer Sage wurde sie mit den Steinen einer „untergegangenen Burg“ erbaut.
- Nahe der Kirche finden sich Reste einer Befestigung,[5] die vermutlich eine Dorf- oder Kirchhofsbefestigung im Mittelalter war. Im Lehensbuch der Hildesheimer Bischöfe ist 1458 eine Burgstelle bezeugt, wobei nicht sicher ist, ob es sich dabei um diese oder die Wallanlage außerhalb des Ortes handelt.
- Auf Luftbildern sind am westlichen Ortsrand von Wassel auf einer Ackerfläche die Reste der sogenannten Asseburg als kreisförmige Ringwallanlage zu erkennen.[5] Sie hat einen Durchmesser von 60 bis 75 m. Da noch keine archäologische Untersuchung erfolgte, ist nichts über ihren Aufbau, ihre Errichtungs- und Nutzungszeit bekannt. Eine Entstehung im frühen bis hohen Mittelalter ist zu vermuten.

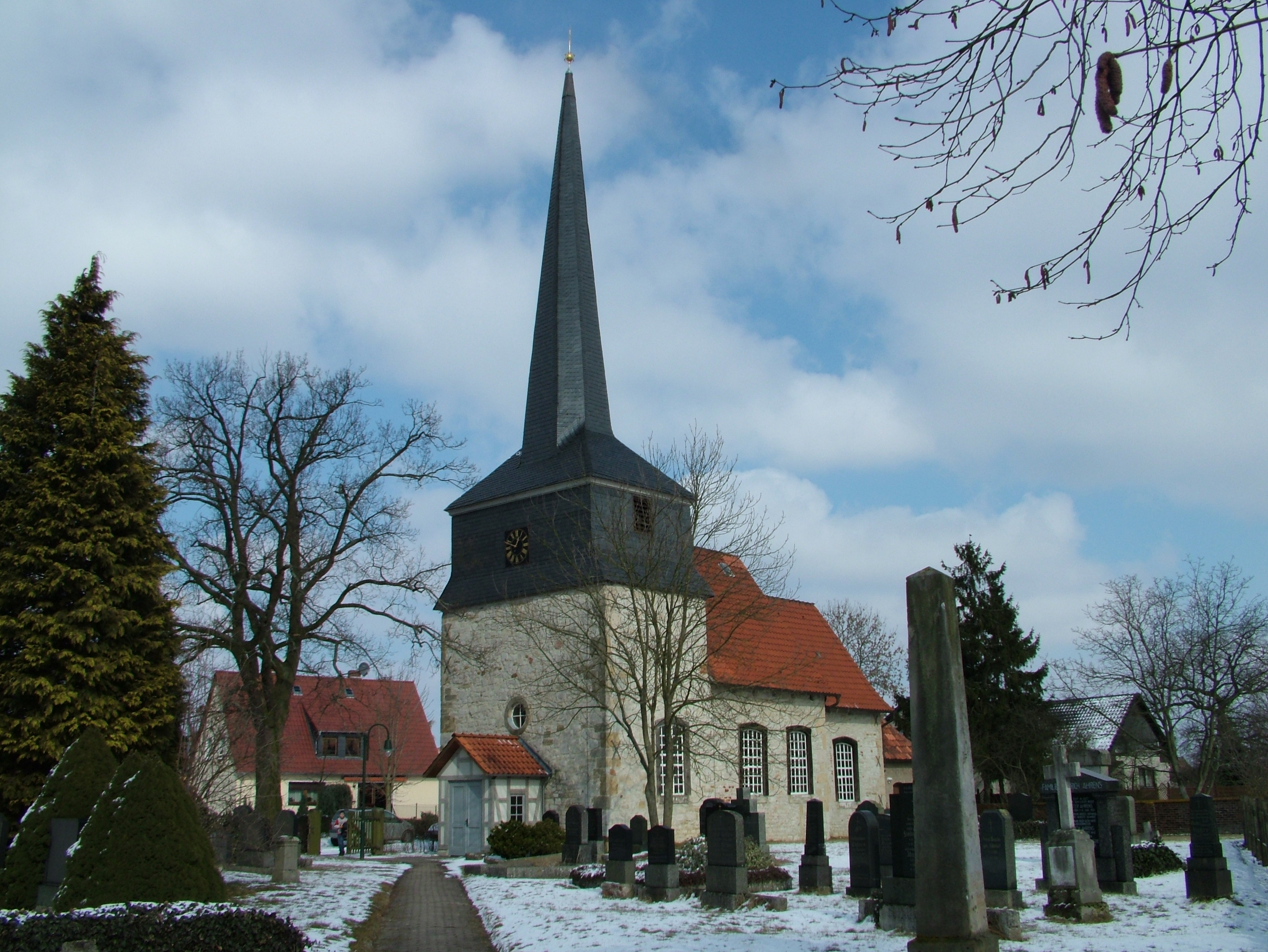
Kirche in Wassel
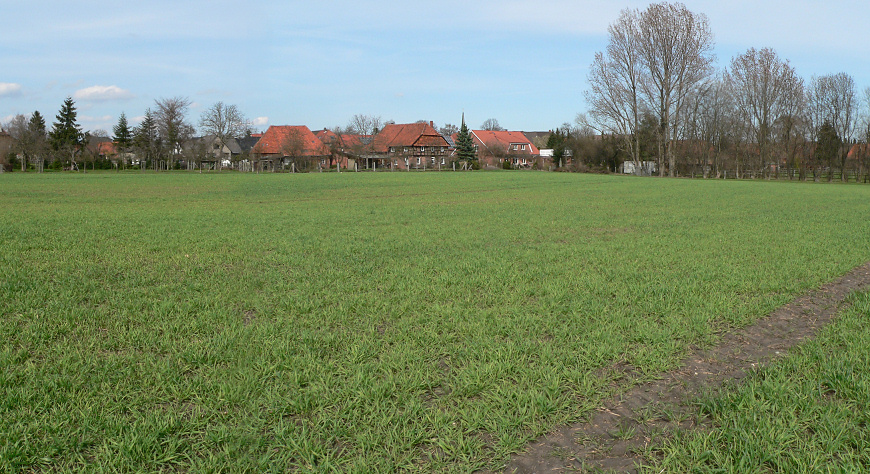
Ackerfläche mit den kaum wahrnehmbaren Wallresten der Asseburg
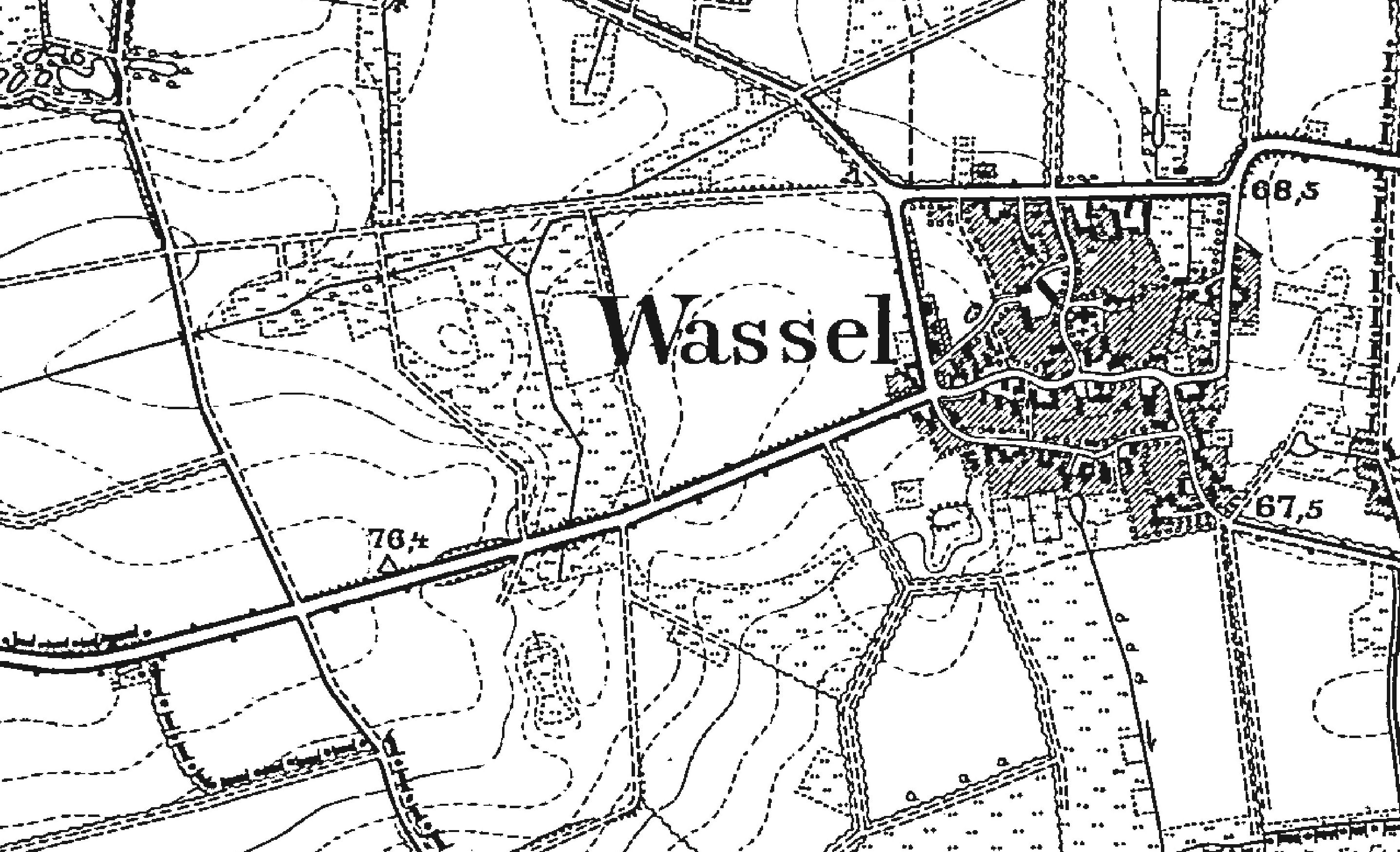
Wassel 1896

## Wirtschaft und Infrastruktur
Zwei Buslinien des Großraum-Verkehrs Hannover verbinden Wassel mit anderen Sehnder Ortsteilen sowie mit Lehrte.